# Basilique de Győr
La basilique de Győr (en hongrois : Győri bazilika) ou cathédrale Notre-Dame-de-l'Assomption (Nagyboldogasszony dóm) est l'église cathédrale catholique romaine située à Győr. Elle est le siège du diocèse de Győr dans l'ouest de la Hongrie. 
Le crâne de saint Ladislas constitue la relique majeure de l'édifice religieux. 

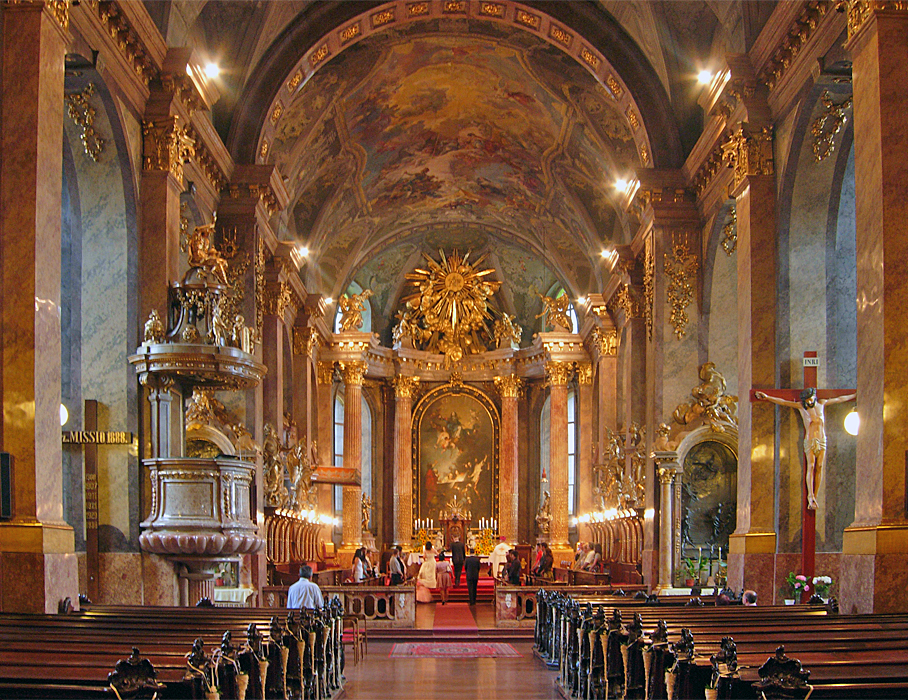
L'intérieur de la basilique.
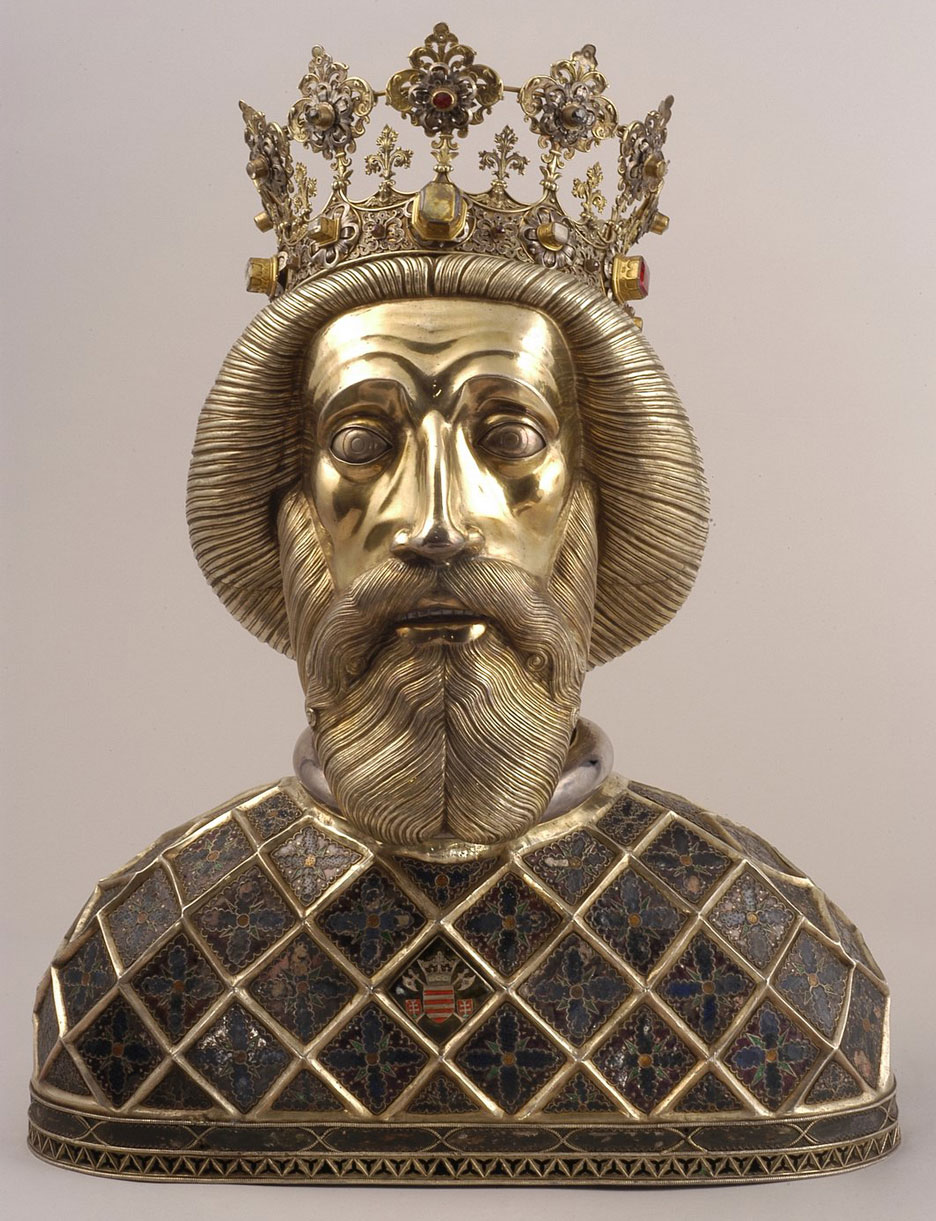
Buste-Reliquaire du crâne de saint Ladislas.